# Pomada (beguda)
La pomada és el nom modern que es dona al gin amb llimonada als pobles de Menorca amb l'excepció de Ciutadella. El gin amb llimonada és una beguda típica de Menorca que s'obté mesclant gin de Menorca (Gin Xoriguer) amb llimonada. El seu origen se situa a les darreres dècades del segle xx.
El gin amb llimonada es beu molt fred, però sense glaçons, durant els mesos de més calor, i és sempre present a les festes patronals de tots els municipis de l'illa.
El terme gin amb llimonada s'utilitza només a Ciutadella, mentre que a la resta de l'illa la beguda s'anomena pomada. Aquest nom recent prové de la mercantilització del producte per la marca Gin Xoriguer. Un altre nom que només rep a Ciutadella és ginet, que en canvi en altres llocs de l'illa, com Alaior, es refereix a una altra cosa: un ginet és un got de gin, sense res afegit. A Ciutadella, també es pot fer una saliveta, que és tracta de fer un petit glop de gin sense res afegit.
Una altra preparació similar a la pomada és la pellofa, que consisteix a afegir pell de llimona ―d'on li ve el nom― i un raig de sifó al gin.